# Jacoba Surie

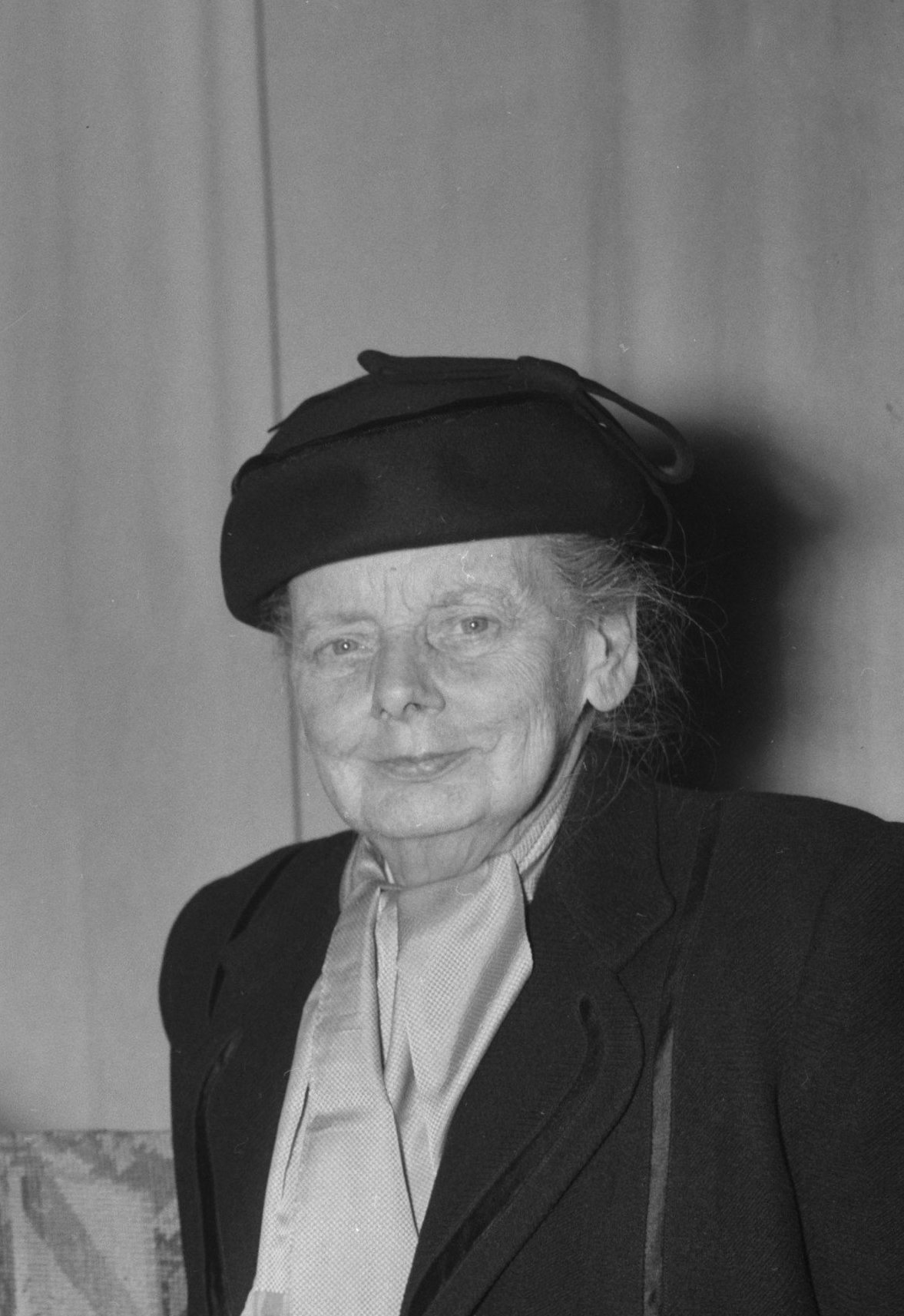
Jacoba Surie, 1960

Jacoba (Coba) Surie (* 5. September 1879 in Amsterdam; † 5. Februar 1970 ebenda) war eine niederländische Porträtmalerin, Grafikerin, Lithografin und Mitglied der Amsterdamse Joffers.

## Leben
Coba Surie wurde 1879 in Amsterdam als Tochter des Maklers Hendrik Carel Surie und Sara Johanna Lingeman geboren. Sie wurde an der Teekenschool voor den Werkenden Stand in Amsterdam und später an der Reichsakademie in Amsterdam ausgebildet. Hier erhielt sie unter anderem Unterricht von Coba Ritsema und Joseph Mendes da Costa. Werke von Surie befinden sich in den Sammlungen des Stedelijk Museum Amsterdam, des Kunstmuseums Den Haag und des Stadtmuseums Helmond.

## Mitgliedschaften
- Arti et Amicitiae
- Sint Lucas
- Pulchri Studio, Den Haag
- Zeichengesellschaft Pictura Veluvensis, Renkum

## Auszeichnungen und Ehrungen (Auswahl)
- 1913: Willink van Collenprijs
- 1960: Silbermedaille der Stadt Utrecht